# Monte Semprevina
Il monte Semprevina (1.433,6 m s.l.m.) è una montagna dei monti Lepini nell'Antiappennino laziale.
Si trova nel Lazio, nel territorio del comune di Supino, in provincia di Frosinone. 